# Japón en los Juegos Olímpicos de la Juventud 2018
Japón participó en los Juegos Olímpicos de la Juventud 2018 en Buenos Aires, Argentina, celebrados entre el 6 y el 18 de octubre de 2018. Su delegación estuvo conformada por 91 atletas en 23 disciplinas y obtuvo quince medallas doradas, doce de plata y doce de bronce.

## Deportes

### Atletismo
| Sexo | Atleta         | Evento           | Stage 1  | Stage 1 |
| Sexo | Atleta         | Evento           | Result   | Rank    |
| ---- | -------------- | ---------------- | -------- | ------- |
| M    | Yusuke Iwakawa | 5000 m Race Walk | 21:49'40 | 10      |

## Medallero
| Medalla           | Nombre | Deporte            | Evento                          | Fecha  |
| ----------------- | --- | ------------------ | ------------------------------- | ------ |
| Medalla de oro    | Yuka Ueno | Esgrima            | Florete femenino                | 7 Oct  |
| Medalla de oro    | Ramu Kawai | Baile deportivo    | Femenino                        | 8 Oct  |
| Medalla de oro    | Keita Dohi | Escalada deportiva | Combinada masculina             | 10 Oct |
| Medalla de oro    | Yu Hanaguruma | Natación           | 200 metros braza masculino      | 10 Oct |
| Medalla de oro    | Takeru Kitazono | Gimnasia           | Individual masculino            | 11 Oct |
| Medalla de oro    | Wataru Sasaki | Lucha              | Grecorromana masculina          | 12 Oct |
| Medalla de oro    | Shiori Asaba | Natación           | 200 metros braza femenino       | 12 Oct |
| Medalla de oro    | Takeru Kitazono | Gimnasia           | Piso masculino                  | 13 Oct |
| Medalla de oro    | Nonoka Ozaki | Lucha              | Libre femenina                  | 13 Oct |
| Medalla de oro    | Yuki Naito Naoki Tajima | Tenis              | Dobles mixto                    | 14 Oct |
| Medalla de oro    | Takeru Kitazono | Gimnasia           | Aro masculino                   | 14 Oct |
| Medalla de oro    | Takeru Kitazono | Gimnasia           | Barras paralelas masculino      | 15 Oct |
| Medalla de oro    | Takeru Kitazono | Gimnasia           | Barra horizontal masculino      | 15 Oct |
| Medalla de oro    | Haruto Deguchi | Atletismo          | 400 metros con vallas masculino | 16 Oct |
| Medalla de oro    | Kokoro Sajaki | Karate             | Kumite -59 kg femenino          | 17 Oct |
| Medalla de plata  | Shuta Tanaka | Escalada deportiva | Combinada masculina             | 10 Oct |
| Medalla de plata  | Miu Hirano | Tenis de mesa      | Individual femenino             | 10 Oct |
| Medalla de plata  | Tomokazu Harimoto | Tenis de mesa      | Individual masculino            | 10 Oct |
| Medalla de plata  | Keisuke Yoshida | Natación           | 800 metros libre masculino      | 11 Oct |
| Medalla de plata  | Mayuka Yamamoto | Natación           | 50 metros libre femenino        | 12 Oct |
| Medalla de plata  | Yuki Naito Naho Sato | Tenis              | Dobles femenino                 | 13 Oct |
| Medalla de plata  | Miu Hirano Tomokazu Harimoto | Tenis de mesa      | Equipo mixto                    | 15 Oct |
| Medalla de plata  | Kazuki Furusawa | Atletismo          | Salto con pértiga               | 16 Oct |
| Medalla de plata  | Yuria Suto Mitsuki Kobayashi Rinka Yokoyama Miu Maeda Sara Oino Ichika Arai Mai Miyamoto Mirano Abe Rikako Yamakawa Aki Ikeuchi | Futsal             | Femenino                        | 17 Oct |
| Medalla de plata  | Rinka Tahata | Karate             | Kumite -53 kg femenino          | 17 Oct |
| Medalla de plata  | Masaki Yamaoka | Karate             | Kumite -61 kg masculino         | 17 Oct |
| Medalla de plata  | Sakura Sawashima | Karate             | Kumite -59 kg femenino          | 18 Oct |
| Medalla de bronce | Keisuke Yoshida | Natación           | 400 metros libre femenino       | 7 Oct  |
| Medalla de bronce | Shigeyuki Nakarai | Baile deportivo    | Individual masculino            | 8 Oct  |
| Medalla de bronce | Taku Taniguchi | Natación           | 100 metros braza masculino      | 8 Oct  |
| Medalla de bronce | Kanami Tanno Yuma Oshimo | Ciclismo           | BMX mixto                       | 11 Oct |
| Medalla de bronce | Miku Kojima Mayuka Yamamoto Nagisa Ikemoto Shiori Asaba                                                                         | Natación           | 4 × 100 relevos femenino        | 11 Oct |
| Medalla de bronce | Kodai Naraoka | Bádminton          | Individual masculino            | 12 Oct |
| Medalla de bronce | Shu Yamada | Lucha              | Grecorromana masculina          | 12 Oct |
| Medalla de bronce | Miku Kojima Taku TaniguchI Shinnosuke Ishikawa Nagisa Ikemoto                                                                   | Natación           | 4 × 100 relevos mixtos          | 12 Oct |
| Medalla de bronce | Yuka Kagami | Lucha              | 73 kg libre femenino            | 13 Oct |
| Medalla de bronce | Koki Wada | Atletismo          | Salto largo masculino           | 15 Oct |
| Medalla de bronce | Seiryo Ikeda | Atletismo          | 100 metros masculino            | 15 Oct |

| Presea        | Medalla de oro | Medalla de plata | Medalla de bronce | Total |
| ------------- | -------------- | ---------------- | ----------------- | ----- |
| TOTAL OFICIAL | 15             | 12               | 12                | 39    |

## Competidores
| Deporte                | Hombres | Mujeres | Total |
| ---------------------- | ------- | ------- | ----- |
| Tiro con arco          | 1       | 1       | 2     |
| Atletismo              | 8       | 6       | 14    |
| Bádminton              | 1       | 1       | 2     |
| Ciclismo               | 2       | 2       | 4     |
| Baile deportivo        | 1       | 1       | 2     |
| Esgrima                | 2       | 1       | 3     |
| Futsal                 | –       | 10      | 10    |
| Golf                   | 1       | 1       | 2     |
| Gimnasia               | 2       | 3       | 5     |
| Karate                 | 3       | 3       | 6     |
| Pentatlón moderno      | 0       | 1       | 1     |
| Remo                   | 1       | 0       | 1     |
| Rugby                  | 12      | –       | 12    |
| Vela                   | 1       | 0       | 1     |
| Tiro deportivo         | 0       | 1       | 1     |
| Escalada deportiva     | 2       | 1       | 3     |
| Natación               | 4       | 4       | 8     |
| Tenis de mesa          | 1       | 1       | 2     |
| Taekwondo              | 1       | 0       | 1     |
| Tenis                  | 1       | 2       | 3     |
| Triatlón               | 1       | 1       | 2     |
| Levantamiento de pesas | 0       | 1       | 1     |
| Lucha                  | 3       | 2       | 5     |
| Total                  | 48      | 43      | 91    |